# Кольт, Сэмюэл
Сэмюэл Кольт (Самуи́л Кольт, англ. Samuel Colt; 19 июля 1814 Хартфорд, штат Коннектикут — 10 января 1862, там же) — американский оружейник, изобретатель и промышленник, основатель компании Colt’s Patent Fire-Arms Manufacturing Company (сейчас Colt’s Manufacturing Company). Происходил из аристократической и достаточно богатой семьи, но независимо от этого основал компанию сам. Наибольшей известностью пользуется как реформатор револьверного оружия: в 1835 году изобрёл капсульный револьвер, который быстро потеснил другие системы и дал толчок для создания револьверов под унитарный металлический патрон.

## Биография
В шестнадцать лет бежал из отцовского дома в Индию и во время пребывания в Лондоне увидел в музее лондонского Арсенала образцы кремневых револьверов Джона Дафта (1680) и современный ему револьвер Коллиера и в пути, находясь под впечатлением, сделал деревянную модель револьвера. Вернувшись, он прошёл курс химии, зарабатывал лекциями с химическими опытами в Соединённых Штатах и Канаде, продолжая при этом работать над моделью револьвера, который он сделал капсюльным и внес ряд усовершенствований, прежде всего поставив на барабан храповик от кабестана. По совету специалиста в патентном деле Кольт решил запатентовать свое изобретение сначала во Франции и Англии и для того отправился в Европу, в 1835 году запатентовав свое изобретение в Лондоне и Париже.
По возвращении в США Кольт подал патентную заявку на «барабанный пистолет» («revolving gun»), который был им получен 25 февраля 1836 года (впоследствии получил номер 9430X). Этим патентом, а также патентом № 1304 от 29 августа 1836 года были защищены основные принципы оружия с вращающейся казённой частью в сочетании с ударно-спусковым механизмом, ставшего знаменитым под именем «Кольт Патерсон».
Это оружие он сконструировал вместе c капитаном Сэмюэлем Уокером (Samuel Hamilton Walker) (1817—1847). Капитан Уокер рано погиб на войне в Мексике. Один из вариантов револьвера был назван в его честь, Walker. В разработке оружия также участвовал оружейник Джон Пирсон, который изготовил по заказу Кольта первый прототип револьвера, за что некоторые предлагают считать именно Пирсона фактическим изобретателем этого оружия
Основал компанию для производства револьверов, но в 1842 пережил банкротство; 5 лет подряд револьверы не производились и стали большой редкостью.
Когда же с началом американо-мексиканской войны правительство заказало изобретателю сразу тысячу револьверов, ему пришлось изготовить новую модель, так как нигде нельзя было отыскать экземпляра из ранее производившихся компанией. Этот заказ стал началом благополучия Кольта. Небольшую мастерскую в Витнейвилсе он заменил большой в Хартфорде, а в 1852 на мелях реки Коннектикут построил громадную фабрику, производство на которой удвоилось уже к 1861 году. Очень скоро предприниматель вышел на международный уровень. Так, значительные поставки револьверов осуществлялись в Россию и Англию.
Существует известное выражение, отражающее значение изобретения Сэмюэла Кольта для становления демократии в США: «Бог создал людей сильными и слабыми. Сэмюэл Кольт сделал их равными». Один из вариантов этой фразы: «Авраам Линкольн дал людям свободу, а полковник Кольт уравнял их шансы».
С началом Гражданской войны Кольт создал вооружённый отряд из своих рабочих под своим же командованием (тогда же он присвоил себе звание полковника, хотя никогда в армии не служил), с которым рассчитывал отправиться на фронт, чтобы поддержать северян. Однако он внезапно умер в родном Хартфорде в возрасте 47 лет, как написали тогдашние газеты, «от естественных причин». Похороны были обустроены за государственный счёт. Он оставил после себя состояние, оценённое в 15 миллионов долларов, что равняется примерно 300 миллионов долларов на сегодняшние деньги. Оружейный бизнес был унаследован его вдовой, Элизабет Харт Джарвис, и её семьёй. Компания Кольта перешла под руководство группы инвесторов в 1901 году.

## Сэмюэл Кольт и Российская империя
Сэмюел Кольт поддерживал деловые отношения с Россией ещё до Крымской войны. Представитель России на оружейном заводе Кольта в Хартфорде генерал А. П. Горлов в течение ряда лет сотрудничал с Кольтом в производстве берданок для русской армии. В 1856 году Кольт прибыл в Санкт-Петербург для ведения переговоров о приобретении Россией выпускаемого на его предприятиях оружия, присутствовал на коронации императора Александра II, встречался с великим князем Константином. Заключил с правительством России контракт на поставку русской армии ружей. Один из русских офицеров прибыл в Нью-Йорк с Кольтом под видом его камердинера и подготовил отправку в Россию 50 тысяч ружей, замаскированных в кипах хлопка. Подписанный с Кольтом контракт был вскоре аннулирован, что привело к подаче им судебного иска к России и передаче дела в арбитражный суд (1857 год). Дело кончилось тем, что в результате переговоров был подписан новый, более выгодный для Кольта контракт, предусматривавший начало производства револьверов системы «Кольт» в России с использованием американского оборудования, станков и чертежей. Удовлетворённый новым контрактом, Кольт преподнёс Александру II изготовленный по специальному заказу набор ружей и пистолетов. В 1870-х годах русские военные предпочли револьверам системы «Кольт» револьверы системы «Смит-Вессон».

## В культуре
В фильме «Назад в будущее 3» был упомянут Сэмюэл Кольт, как изобретатель нового револьвера, из которого позже стрелял Марти МакФлай в тире.
В американском сериале «Сверхъестественное» (англ. — Supernatural) показывается и используется револьвер, созданный Сэмюэлем Кольтом, со специально отлитыми пулями, из которого можно убить почти всех сверхъестественных существ. Сам же Сэмюэль показан охотником за этими существами (в 18 серии 6 сезона герои Дин и Сэм встречают его в прошлом). Он построил железную дорогу, чтобы защитить от демонов врата в ад.